# Kawedusan (Kebumen)
Kawedusan is een bestuurslaag in het regentschap Kebumen van de provincie Midden-Java, Indonesië. Kawedusan telt 2294 inwoners (volkstelling 2010).